# Gypsophila zhegulensis
Gypsophila zhegulensis är en nejlikväxtart som beskrevs av Krasnova. Gypsophila zhegulensis ingår i släktet slöjor, och familjen nejlikväxter. Inga underarter finns listade i Catalogue of Life.